# روتي
روتي (بالإيطالية: Ruoti)‏ هي بلدية في مقاطعة بوتنسا في إقليم بازيليكاتا الإيطالي.

## السكان
في سنة 1861 بلغ عدد السكان 3٬848 نسمة، وتطور العدد ليصل في سنة 2011 لـ 3٬542 نسمة.
يظهر هذا المخطط البياني تطور النمو السكاني لـ روتي